# История Орла

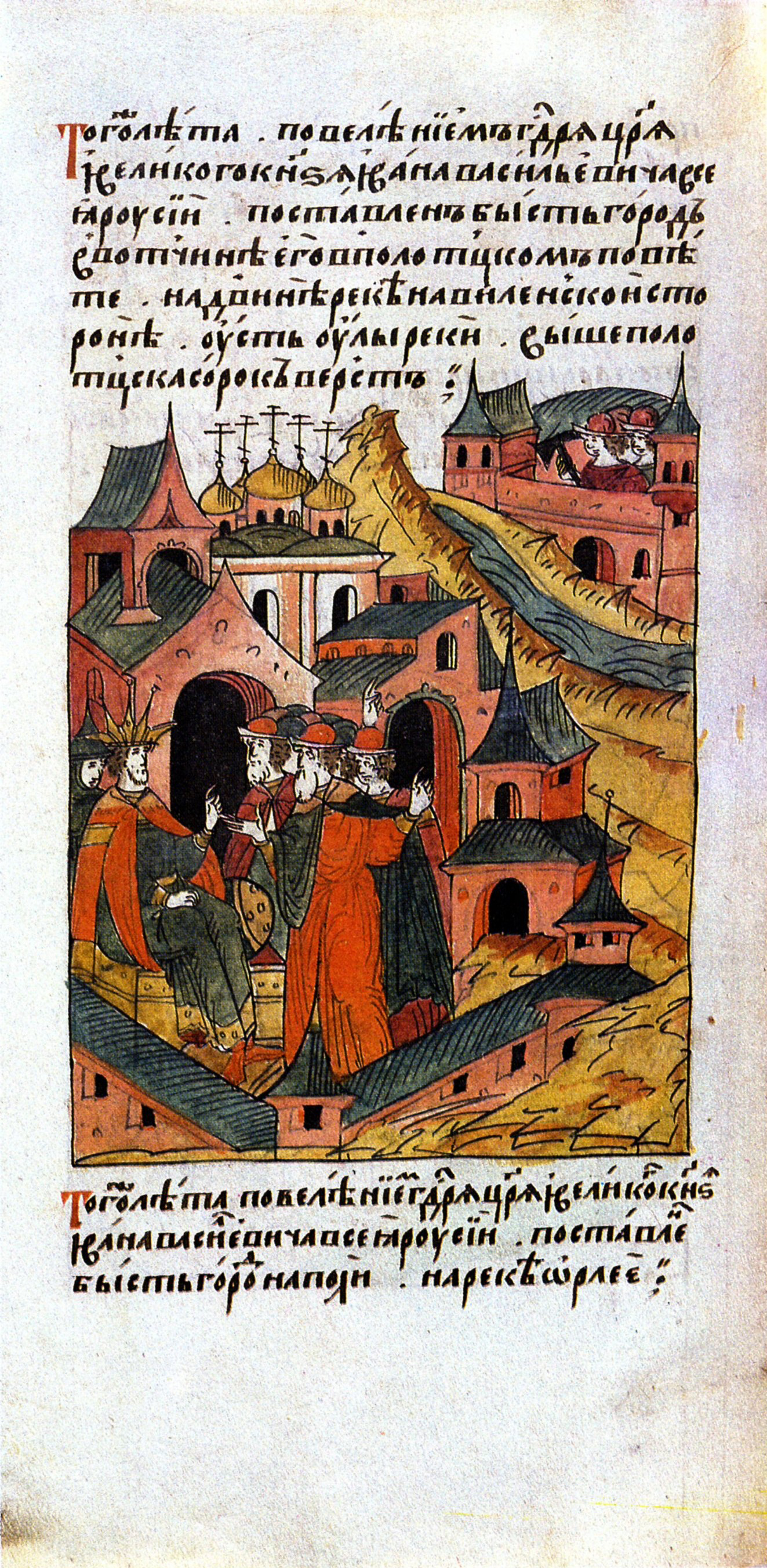
Никоновская летопись об основании Орла. 1566 г.

Орёл — город в России, административный центр Орловской области, городской округ, расположен в 382 километрах к юго-западу от Москвы на слиянии рек Оки и Орлика, город первого салюта и воинской славы. Исторически с XVI века Орёл существовал как крепость для защиты южных границ Русского государства от набегов Крымского ханства.

## Период до вхождения в состав централизованного Русского государства
Современную территорию Орла и Орловской области с давних времён населяли угро-финские племена. С началом бронзового века (конец 3 - начало 2 тысячелетия до н. э.) отмечается миграция на эту территорию носителей так называемой культуры боевых топоров, или шнуровой керамики, которые в Восточной Европе этнически рассматриваются как протобалтославяне. Впоследствии (в первом тысячелетии до н. э.) в верхнем течении Оки проживало восточнобалтское население, сформировавшее верхнеокскую культуру, которая со II века н. э. подверглась ассимиляции западнобалтским племенем голядь (мощинская культура). В VI — VII веках началась славянская колонизация территории верхней Оки славянскими племенами вятичей (роменско-борщёвская культура). С начала IX века территория верхней Оки входила в состав Хазарского каганата, являясь стратегически важной ввиду проходившего по Оке торгового маршрута. Разгром русскими войсками Хазарского каганата в 965 году создал предпосылки для вхождения окских земель в состав Киевской Руси, однако ещё два века продолжалась борьба вятичей за независимость.
В зоне реконструкции Красного (Мариинского) моста обнаружили селище домонгольского периода, на месте которого в XVI веке появляется Орловская крепость и её посад. На селище нашли керамическую круговую и стеклянную посуду XI века, шиферные пряслица. Слой древнерусского поселения продолжается и к востоку от Красного моста, где он зафиксирован в районе ул. Гостиная, д. 1.
Укреплённое поселение у переправы через Оку дороги «Карачев — Новосиль» на территории Черниговского княжества существовало в XII веке, эта дата подтверждается и археологическими раскопками. Найденные на городище артефакты свидетельствуют о том, что поселение было важным торговым и административным центром, стоявшим на международных путях. Письменных свидетельств существования Орла в домонгольскую эпоху не обнаружено, однако в летописях описывается житие священномученика Кукши Печерского, который проповедовал христианство вятичам, жившим на Оке на территории современных Орловской и Калужской областей, и был убит ими.

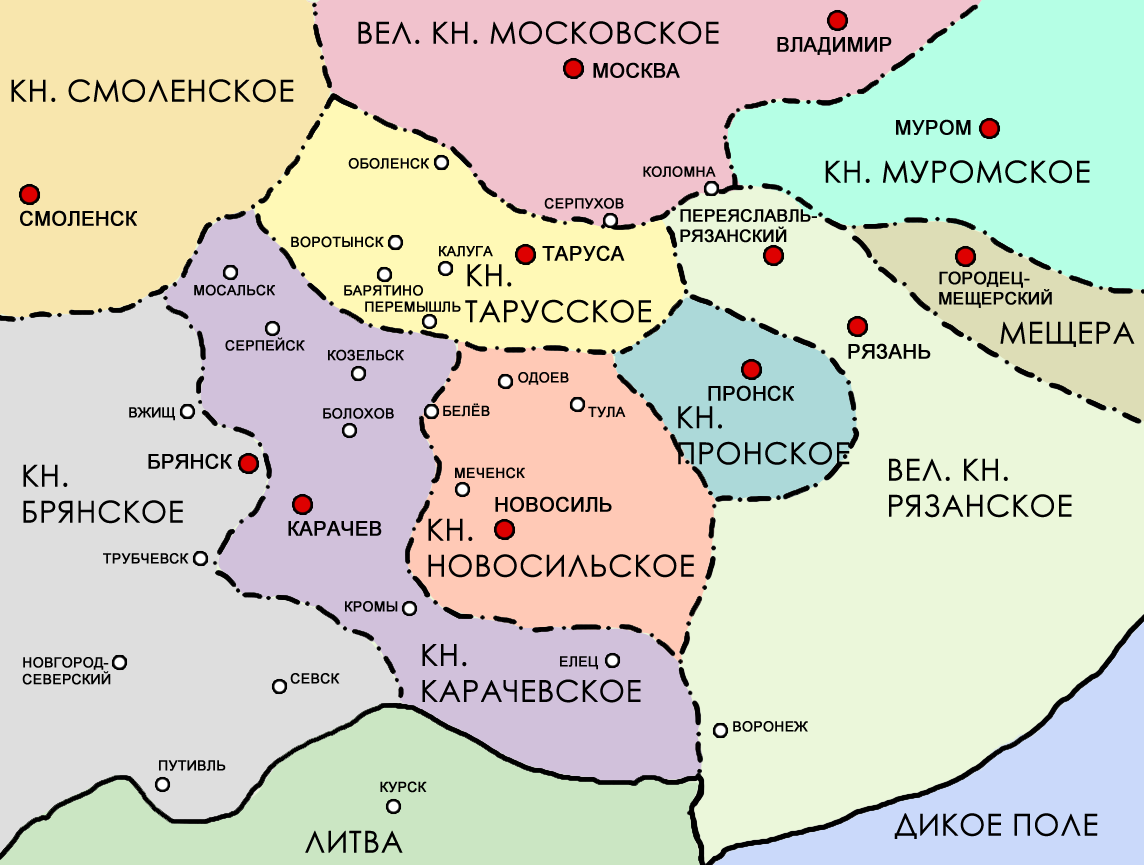
Карачевское княжество в XIII—XIV веках

С XIII века — в составе Карачевского княжества, а затем — в составе Звенигородского княжества.
С начала XV века эти территории вошли в состав Великого княжества Литовского, Русского, Жемоитского и иных. В это время город Орёл мог служить столицей небольшого удела, которым правил князь Дмитрий Орльский. С начала XVI века его территория вошла в состав Русского государства.

## XVI век
В 1566 году по указанию Ивана Грозного была основана крепость Орёл для охраны южных границ Русского государства. Этот год официально считается датой основания города.

Об этом событии в дополнении к Никоновской летописи под 7075 (1566) годом записано следующее: 
Того же лета повелением государя царя и великого князя Иоанна Васильевича всея Руси поставлен бысть город на поли на реке Орлее

Слова летописи дополнял рисунок: люди с топорами в руках на берегу реки возводили стены и башни города. Двойная буква Е в конце последнего слова из летописи породила легенду о том, что река Орёл первоначально имела название Орлея (это название активно использовали в Орле в 70-80-е годы XX века как бренд) (источник?), но это просто описка. В Книге Большому Чертежу также написано: 
А ниже речки Оцна и речки Рыбницы город стоял на Оке, на левом берегу, Орёл, а под городом с левой стороны пала в Оку река Орёл
Быстрота постройки крепости (с лета 1566 года по весну 1567 года) и неудачный с фортификационной точки зрения выбор места строительства (на затапливаемом половодьем речном мысу, хорошо простреливаемом с соседнего высокого берега), объясняется тем, что крепость возводили на земляных валах старого Орловского городища.
Однако в 2016 году во время установки в городе памятника Ивану Грозному историк Владислав Назаров в эфире передачи на радио «Эхо Москвы» поставил под сомнение слова Никоновской летописи об основании Орла лично царём, аргументируя тем, что основание крепости произошло во времена разделения страны на опричнину и земщину, а также на то, что крепость находилась на землях земщины, следовательно, по правилам, установленным самим монархом, инициатива по основанию крепости должна была исходить от земской боярской думы. Наиболее вероятным основателем города Назаров назвал Михаила Ивановича Воротынского, чьи родовые земли находились неподалёку на севере. Точка зрения Назаров была оспорена Александром Молочниковым и Михаилом Несиным, которые доказали возможность строительства Орла по приказу самого царя.
В 1577 году на правом берегу Оки появилась казачья слобода, где жили орловские городовые казаки. В слободе существовала деревянная Покровская церковь, носившая также название «Покровская казачья».

## XVII век

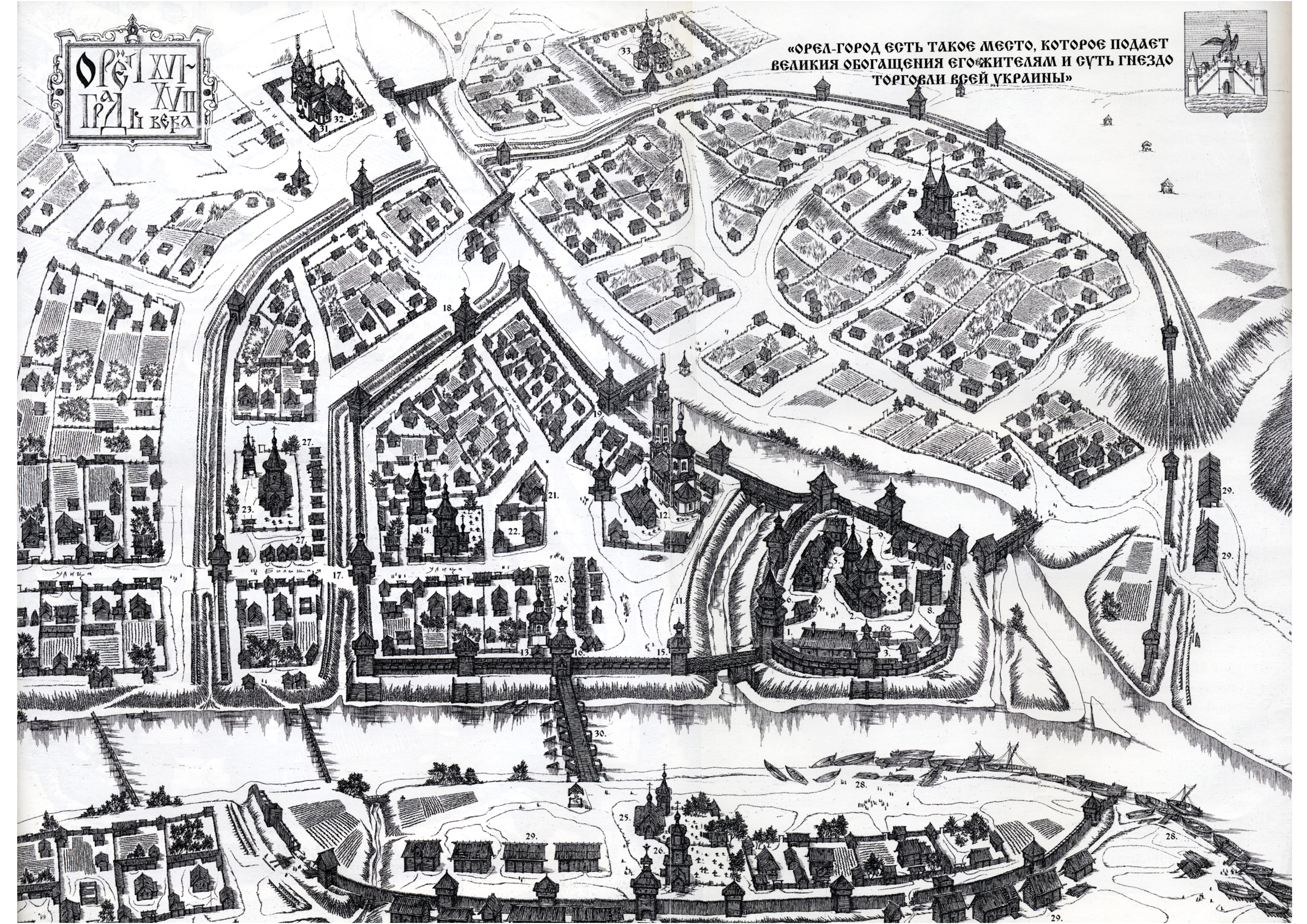
Город Орёл к 1702 году (реконструкция Владимира Неделина): Орловский Кремль: 1 — Башня Большая караульная проезжая; 2 — Рождество-Богородичный Собор; 3 — Воеводский двор; 4 — Приказная изба; 5 — Тюрьма разбойная и опальная; 6 — Казённый погреб; 7 — Вход в тайник; 8 — Пушечный раскат; 9 — Проезжая башня к реке Орлу; 10 — Казённые амбары и житницы; 11 — Честник; Малый острог: 12 — Богоявленский монастырь; 13 — Часовня Богоявленского монастыря; 14 — Церковь Николая Чудотворца с приделом Флора и Лавра; 15 — Отводные (верстовые) ворота; 16 — Пятницкие ворота; 17 — Кромские ворота; 18 — Карачевские ворота; 19 — Болховские ворота; 20 — Торговые лавки; 21 — Таможенный двор; 22 — Кабацкий двор; Большой острог и слободы: 23 — Церковь Воскресения Христова с приделом Пророка Ильи; 24 — Церковь Великомученика Георгия; 25 — Церковь Преображения Господня (в драгунской слободе); 26 — Церковь Покрова Богородицы (в драгунской слободе); 27 — Оброчные кузницы; 28 — Струговая пристань; 29 — Амбары и житницы; 30 — Сошный мост; 31 — Церковь Успения Богородицы (в посадской слободе); 32 — Церковь Михаила Архангела (в посадской слободе); 33 — Введенский девичий монастырь.

В мае 1605 года Орёл был занят войсками Лжедмитрия I. В августе 1606 года гарнизон крепости и население города примкнули к войску Ивана Болотникова, которое двигалось из Кром на Москву. Зимой 1607—1608 гг. Орёл — резиденция Лжедмитрия II.
В это непростое для всего русского государства время началось вторжение войск Речи Посполитой. Первые польские интервенты вступили на орловские земли осенью 1607 года. В 1611 году, после того как жители Орла отказались признать русским царём королевича Владислава, оставшись верными царю Димитрию, к городу подступил отряд польско-литовских захватчиков. Орловский кремль подвергся осаде под предводительством польского гетмана Жолкевского и кошевого атамана Запорожской Сечи Сагайдачного. Защитники города сражались до последнего человека, но Орёл был захвачен, разграблен и сожжён дотла.
В 1614 году после того как войска Ивана Заруцкого - сторонника царевича Ивана Дмитриевича ("ворёнка"), не согласного с решением Земского Собора, были вытеснены из пределов Орловского уезда верными Михаилу Романову ратями, Орловская крепость была частично восстановлена как форпост Московского государства.
29 августа 1615 года, спустя 6 дней после боя в районе Царёва Брода с четырёхтысячным отрядом героя 2-го ополчения князя Михаила Пожарского, на Орёл обрушился трёхтысячный отряд литовского шляхтича Лисовского. Немногочисленные ратники и жители заблаговременно покинули город, уйдя во Мценск. Лисовские полностью сожгли пустующие остатки орловской крепости и посада.
В течение последующих 20 лет на месте Орла оставалось лишь пепелище, однако Орловский уезд, созданный в 1566 году, упразднён не был.
После изгнания интервентов принимается решение возродить Орёл: «В 1636 году для бережения от крымских и ногайских людей, на татарской сакме, на старом орловском городище поставлен город, в нём устроены ратные и жилищные люди». Теперь Орловский кремль под руководством воеводы Бориса Савостьяновича Колтовского возрождался для своего главного предназначения — защиты с юга от набегов крымских татар. Однако третью  линию укреплений Большого острога восстанавливать не стали. Посад вокруг кремлёвских стен начал расширяться и застраиваться, охватывая крепость со всех сторон и занимая постройками левый берег Орлика и правый берег Оки. В 1645, 1650, 1659 и 1662 годах Орёл подвергался нападениям крымских татар. До 70-х годов XVII века неоднократно рассматривался вопрос о переносе крепости на соседний высокий левый берег Оки и Орлика, но перенос произведён так и не был.
После присоединения земель Гетманщины к России значение Орла как военной крепости на пути крымских татар резко снижается. По мере того, как граница русского государства отодвигалась на юго-запад, жизнь в Орле становилась всё спокойнее. Главную опасность стали представлять не иностранные войска, а пожары, потому как и кремль и городские постройки были всё ещё выстроены из дерева.
С середины XVII века Орёл — один из центров хлебной и пеньковой торговли, (вывоз — преимущественно по Оке, сплавным путём, во время половодья и при спуске специальных плотин на притоках).
В 1673 году в Орле случился сильный пожар, нанёсший городу большой ущерб: «На Орле святилище божие и осторожные башни и что было старого острогу, и которые жители орляне и иных городов всяких чинов людей в том острожном месте жили, все дворы их, амбары, и кузницы, и таможенный, и кабацкий двор выгорели, — доносил воевода царю. — Сгорело: 4 церкви, да острожных 6 башен, а дворов орлян и иных городов всяких чинов людей и амбаров, и кузниц 200 и больше».
К концу XVII века Орёл превратился из военного в торгово-ремесленный, а затем и в торгово-промышленный центр. Благоприятный климат для зерновых и технических культур, животноводства, а также прохождение торговых путей с юга на Москву и с восточных районов России на запад в Европу давали предпосылки для экономического развития города. Существовавшая с середины XVII века Струговая пристань использовалась для перевозки хлеба, пеньки, кожи, конопляного масла.
В 1698 году в Орле по указу Петра I была открыта одна из первых Российских парусных фабрик. Возникают предприятия по переработке сельскохозяйственного сырья.

## XVIII век
К началу XVIII века орловская крепость утратила оборонное значение и в 1702 году была упразднена.
До начала 18 века Орел подчинялся ведомству Двоцового приказа, городом и уездом управлял воевода.
В 1708 году Орёл с уездом был причислен к Киевской губернии, с 1719 года — центр Орловской провинции. Примерно в это же время окончательно упраздняется крепость и разбирается обветшавший деревянный Орловский кремль. С 1727 года город в составе Белгородской губернии.
Первым орловским провинциальным воеводой стал Григорий Воейков.
В 1720 году в Орле был учрежден городской магистрат — выборный орган городского управления, состоящий из 2 бургомистров 4 ратманов.
С 28 февраля (11 марта) 1778 года центр Орловского наместничества, а с 1796 года становится центром образованной Орловской губернии.
В 1779 году город был почти полностью перепланирован (на прежнем месте сохранились лишь несколько улиц).
Почти тогда же, в 1784 году, река Орёл переименована в Орлик.
18 (29) апреля 1787 года состоялось первое заседание выборного распорядительного органа городского управления — Орловской городской думы, учреждённой в 1785 году.

## XIX век
Во время Отечественной войны 1812 г. дом губернаторов и 3-й корпус Присутственных мест, в котором до 1823 года размещалось Дворянское собрание, стали центром формирования дворянского ополчения Орловской губернии. По приказу М.И. Кутузова в Орле был организован "Главный временный госпиталь" для раненых, который занимал казенные и частные дома. В его создании принимал участие поэт В.А. Жуковский, в сентябре его отправили курьером в Орёл (куда предстояло эвакуировать около 5000 раненых) к лично знакомому ему губернатору П. И. Яковлеву.
В 1812 году в Орле при губернском правлении купцом И.Я. Сытиным была создана первая типография.
В 1838 году начала выходить первая местная официальная газета "Орловские губернские ведомости" — официальный правительственный орган (закрыта в 1917 г.).
В 1843 году открыт Орловский Бахтина кадетский корпус — среднее военно-учебное заведение для юношей дворянского происхождения.
В 1854 году был основан "Чугуноплавильный завод братьев Перелыгиных", с 1901 года — завод М.М. Хрущева, ныне завод "Текмаш".
В 1855 году создана городская профессиональная пожарная охрана.
В 1859 году с Орлом впервые установлено телеграфное сообщение. Линия телеграфа связала город с Петербургом и Москвой. Была введена в действие телеграфная станция. В том же году закончилось строительство телеграфной линии от Орла через Курск, Харьков и Полтаву до Кременчуга.
В 1862 году в городе была установлена телеграфная связь между полицейскими участками, действовавшими в каждой части Орла.
В середине XIX века появляются мелкие литейные и механические заводы. В 1863 году в Орле появился первый водопровод. В 1862—1863 годах на Левашовой горе была построена водонапорная башня, в которую закачивалась вода из Оки. Строительство осуществил инженер-технолог И. А. Байковский на средства своего брата, малоархангельского купца Н. А. Байковского. Левашова гора была названа по фамилии тогдашнего Орловского губернатора (ранее гора называлась Георгиевской, Болховской, ныне именуется Пролетарской).
В 1860-х через Орёл начинается прокладка железной дороги. Через Орёл пролегли две железнодорожные линии: Московско-Курская и Риго-Орловская. Они вступили в строй в 1868 году. 15 (27) августа открыт участок Москва-Орёл Московско-Курской, а 24 ноября (6 декабря) — участок Орёл-Рославль Орловско-Витебской железных дорог. 15 (27) февраля 1870 года открыто движение на участке Орел-Елец Орловско-Грязской железной дороги. Тогда же был построен первый Орловско-Витебский вокзал с корпусами локомотивного депо. По железным дорогам ежегодно вывозилось в среднем 5,5 млн пудов хлебных грузов, 437 тыс. пудов пеньки, 500 тыс. пудов конопляного масла, 70 тыс. пудов мяса. Значение судоходства по Оке резко уменьшилось.
В 1870 году в Орле на улице Болховской была открыта первая постоянная фотография.

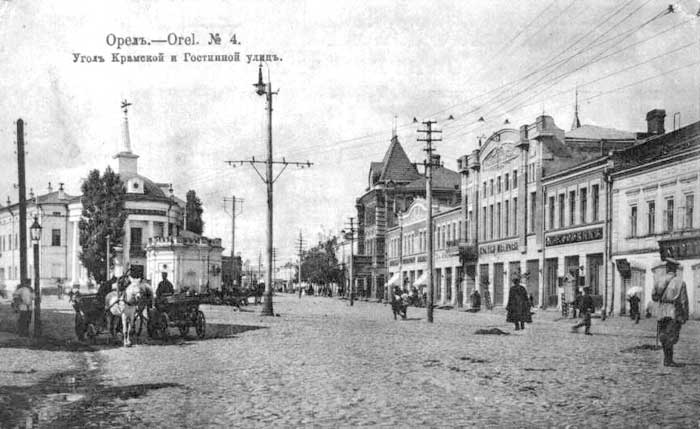
Угол Кромской (ныне Комсомольской) и Гостиной улиц

В 70-80-х гг. в Орле действовали народнические кружки: в 1874 — кружок П. Г. Заичневского, в 1881 группу народовольцев возглавляет Н. Н. Оловенникова.
В 1881 году в Орле впервые была проведена телефонная линия, связавшая полицейское управление с квартирой полицмейстера. С 1892 года стала действовать телефонная станция, телефоном обзавелись 35 абонентов. К 1 января 1897 году в Орле насчитывалось уже 86 абонентов. В 1911 году телефонные линии Орла были соединены с Москвой и другими городами, получив возможность совершать междугородние звонки. К 1913 году телефонная сеть города насчитывала около 400 абонентов.
В 1895 году под руководством бельгийского предпринимателя Ф. Ф. Гильона в Орле была построена электростанция, впервые в некоторых домах и на центральных улицах города появилось электрическое освещение. Та же бельгийская фирма начала строительство электрического трамвая.
В 1894-95 в Орле было несколько социал-демократических групп. С 1895 создана социал-демократическая организация, которую последовательно возглавляли И. Ф. Дубровинский, В. К. Родзевич-Белевич. Социал-демократы Орла имели связи с петербургским «Союзом борьбы» и московским «Рабочим союзом».
Осенью 1898 года Орёл стал вторым городом (после Киева), где 5 (17) ноября было открыто трамвайное сообщение.

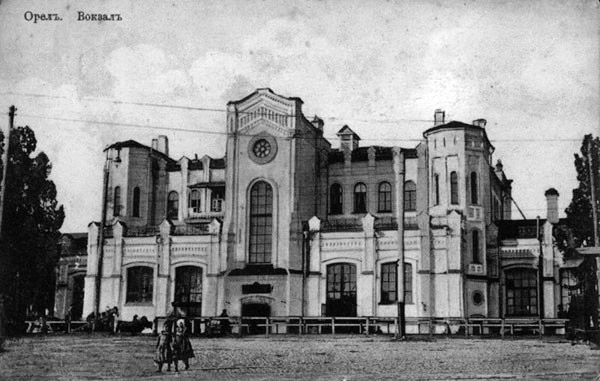
Орловско-Витебский вокзал
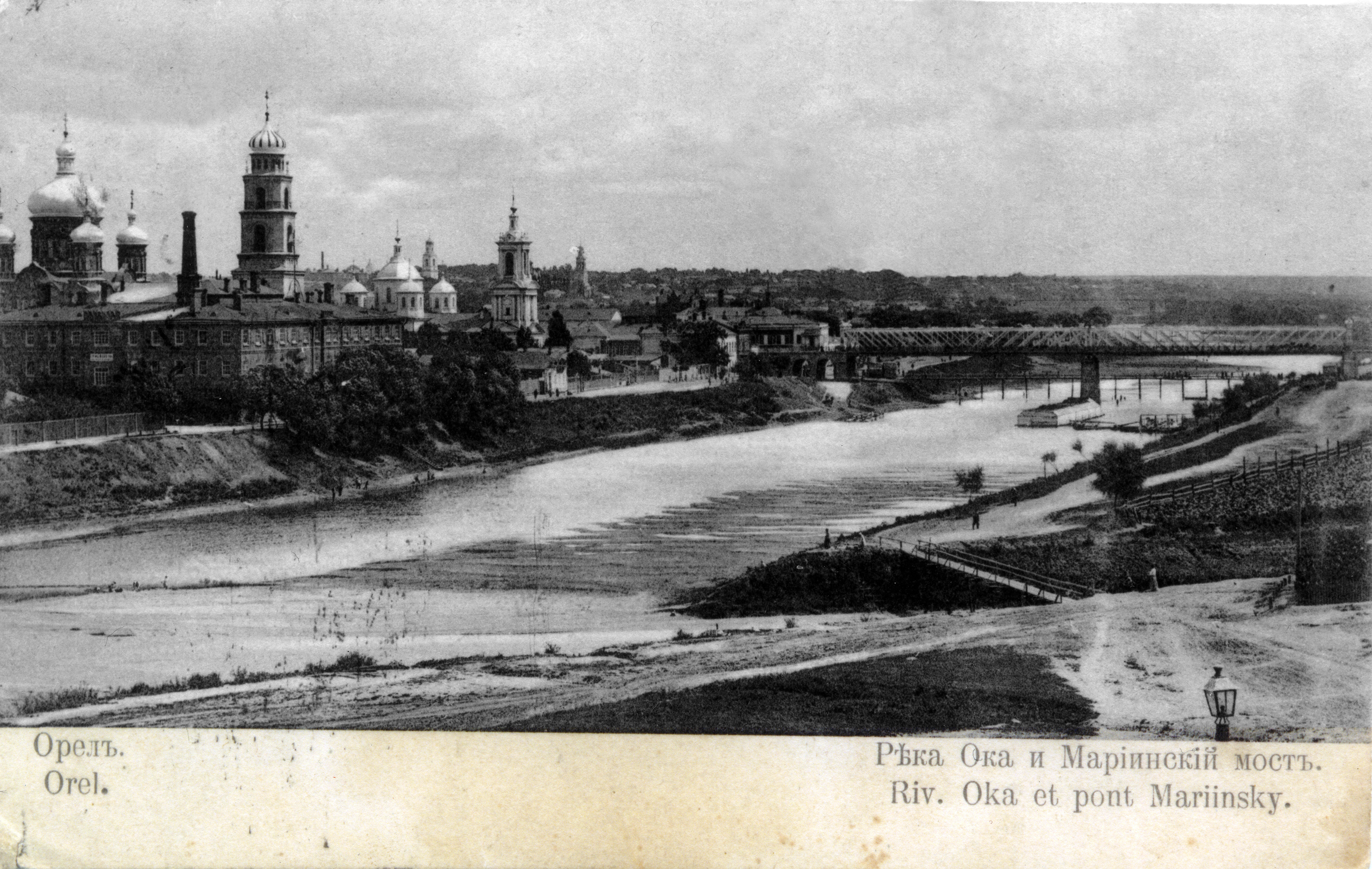
Стрелка, река Ока и Мариинский мост

в орле находилось 18 переулков называвшихся московскими

## XX век

### (1900 г.- 1917 г.)

План города Орла, составленный землемером-таксатором А. Андерсоном. Издание Орловской городской управы.

В 1901 году в Орле зажигалось 50 дуговых электрических фонарей. К 1910 г. число их достигло 66. Однако ещё преобладали керосиновые фонари, которых к тому времени насчитывалось 850.
В 1900—1903 годах в Орле работала социал-демократическая искровская группа (К. М. Остров и др.). Накануне II съезда РСДРП в городе прошло одно из совещаний Организационного комитета по созыву съезда. В 1903 году ЦК РСДРП утверждает Орловско-Брянский комитет, одним из руководителей которого стал О. А. Квиткин (Петров). В 1903—1904 годы в Орле находилось Техническое бюро ЦК РСДРП.
Первая русская революция 1905 года не прошла незаметно для города. 7, 8, 9 октября 1905 года после лекций в здании дворянского собрания разбрасывались прокламации антиправительственного содержания, затем участники лекций (не менее 150 человек) с криками «Ура!» и пением «Марсельезы» прошли по Болховской улице. 8 октября в толпе демонстрантов был поднят красный флаг. 18 октября демонстрацию устроили работники типографий. К ним присоединились гимназисты, преподаватели и другие представители местной интеллигенции. По сведениям полиции, демонстрантов насчитывалось до 10 тысяч человек. В ноябре состоялась девятидневная забастовка части служащих Орловской почтово-телеграфной конторы, сопровождавшаяся проявлениями саботажа. Полицейские сообщали о повреждениях телеграфных проводов «по всем направлениям».
В годы реакции большая часть членов Орловского комитета была арестована и деятельность его ослабла. В 1908 был построен каторжный Орловский централ, отличавшийся жестоким режимом; через него прошло много революционеров, в числе их в 1916 году — Ф. Э. Дзержинский.
Известия о начавшейся революции дошла до Орла 26 октября 1917 года. Однако город в большинстве своём не поддержал большевиков. Если стихийный митинг в Городском саду 26 октября поддержал свержение Временного правительства, то собравшийся Совет в «Доме стражников» на Введенской улице поддержал меньшевиков, которые не одобрили вооруженное свержение Временного правительства в Петрограде. Месяц в Орле шла политическая борьба. В уездах губернии крестьяне разоряли дворянские имения и делили землю. Окончательно большевистская власть установилась в Орле 25 ноября 1917 года, когда в бывшем доме Земства на берегу Орлика рядом с «Дворянским гнездом» был избран Совет наполовину состоящий из большевиков. Одновременно был избран Военно-революционный комитет во главе с большевиком М. Н. Буровым.

### Орёл в периодГражданской войны
Весной 1919 года в Орле, как и в других городах центральной России прокатилась волна забастовок рабочих, жестоко подавленных ЧК. Забастовщики требовали уравнивания их пайков с солдатскими пайками Красной Армии, а также выдвигали политические требования против действующей власти. Положение осложнялось тем, что к забастовщикам присоединились расквартированные красноармейцы. В Орле стоял голод. Бастовали даже железнодорожники. В это время поезд Я. Свердлова возвращался в Москву. Из-за перекрытия движения поезд остановился на станции Орёл рядом с локомотивным депо. Железнодорожники Орла требовали Свердлова выйти к ним. Едва член ЦК вышел на платформу, из тысячной толпы в него полетели уголь и поленья для паровозов. Потеряв сознание, Свердлов упал на землю. Охрана завязала с толпой орловцев драку. Недовольство большевиками в губернском городе нарастало. Положение усугублялось наступлением белой армии Деникина на Москву и путь наступления одной из частей ВСЮР генерала Май-Маевского лежал через Орёл.

20 октября 1919 г. Вступление красных в Орёл

13 октября 1919 года в Орёл входит 1-й Корниловский ударный полк Вооружённых сил Юга России. При штурме Орла корниловцам содействовали тяжёлый бронепоезд «Иоанн Калита» и лёгкий бронепоезд «Офицер», подошедшие к вокзалу города. Через 2 часа по Кромскому шоссе в Орёл вступил 3-й Корниловский ударный полк. Сопротивление Красной Армии было сломлено на 2-й Курской улице и белые овладели городом. В ночь на 14 октября красные провели неудачную попытку отбить город силами батальона в 500 штыков. Газеты белой гвардии писали: «Орёл взят! Близок день, когда и стены православной Москвы огласятся пасхальным светлым звоном».
В этот же день 14 октября части 1-го Корниловского полка совершили набег на Мценск, быстро взяв город, но вскоре отошли оттуда. На правом фланге 1-й пехотной дивизии белых Алексеевский полк вошёл в Тульскую губернию, тесня 3-ю стрелковую дивизию красных. Красная 13-я армия понесла большие потери, войска были дезорганизованы, возникла реальная угроза потери ими Тулы. В связи с этим Ударная группа была переведена в состав 14-й армии, остатки отошедших от Орла частей сведены в 9-ю стрелковую дивизию.
Но 15 октября Ударная группа красных заняла Кромы. Белые вынуждены были остановить наступление на Тулу.
Белые рассчитывали на дальнейшее наступление на Тулу и Москву, однако дальше Мценска они не продвинулись. Орёл стал конечным пунктом продвижения Белой армии на север во время наступления на Москву осенью 1919. белые удерживали город всего неделю. Красные подтянули к Орлу все резервы и начали с поляками переговоры, чтобы перебросить с польского фронта все имеющие силы, чтобы остановить Деникина. По всей линии фронта начались тяжёлые встречные бои. Белые постепенно начали терять инициативу и командование 1-й пехотной дивизии, опасаясь окружения, принимает решение оставить Орёл. В ночь с 19 на 20 октября основные силы белых оставляют Орёл. Оставшиеся части под прикрытием бронепоезда «Офицер» отступали из Орла с боями. Днём 20 октября части 9-й и Эстонской стрелковой дивизии занимают город. Для белых отход из Орла был вынужденным, в тот момент они это воспринимали всего лишь как временным тактический ход, поскольку город был важным промежуточным пунктом в ходе наступления на Москву. Но по сути этот этап являлся переломным моментом в ходе Орловско-Кромской операции, да и всей кампании в целом, так как ближе к Москве белым продвинутся уже больше не удастся не только в операции, но и вообще в войне.

### 1920—1941 гг.

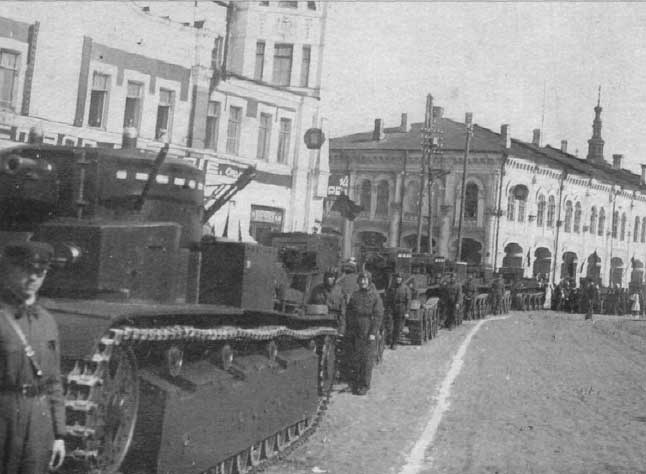
Парад танков в Орле на Кооперативной (Гостиной) улице, конец 1930-х

С 1928 года в связи с ликвидацией Орловской губернии Орёл находился в составе образованной Центрально-Чернозёмной области (до 1930 г. — центр Орловского округа), с 1934 г. — в Курской области. С 27 сентября 1937 года — центр вновь образованной Орловской области.

### Орёл в периодВеликой Отечественной войны

#### До оккупации
В первый же день войны вся Орловская область была переведена на военное положение. 23 июня 1941 года началась мобилизация на фронт, предприятия города перевели на круглосуточную работу.
24 июня 1941 года на должность командующего войсками Орловского военного округа был назначен генерал-лейтенант А.А. Тюрин.
25 июня на Орёл совершён первый налёт вражеской авиации.
Линия фронта стала стремительно приближаться к городу. Уже осенью 1941 года начался демонтаж и отправка на восток оборудования орловских предприятий, но ко времени оккупации так и не была завершена. В город Верхний Уфалей была эвакуирована одна из крупнейших в стране Орловская шпагатная фабрика. На восток шли составы с орловским хлебом (223 598 тонн), скот перегонялся пешим ходом в Пензенскую, Саратовскую, Тамбовскую и другие области. В те же восточные области эвакуировались учреждения культуры и народного образования.
11 сентября 1941 года в Медведевском лесу сотрудники НКВД по личному приказу Берии, санкционированному Сталиным (постановление ГКО № 634сс), расстреляли 157 политзаключённых, содержавшихся в Орловском централе. Среди казнённых такие известные люди, как X. Г. Раковский, Д. Д. Плетнёв, О. Д. Каменева, М. А. Спиридонова, антифашисты, работники Коминтерна, бывшие советские разведчики.
В конце сентября 1941 года с началом операции вермахта «Тайфун» захват города стал неизбежен. Для организации подполья в городе начали закладываться тайные склады взрывчатки и другого оружия.
2 октября 4-я танковая дивизия заняла Кромы, достигнув тем самым шоссейной дороги, идущей на Орёл.

#### Бои за город и оккупация
3 октября 1941 года Орёл захвачен 4-й танковой дивизией 24-го моторизованного корпуса 2-й танковой группы Гудериана.

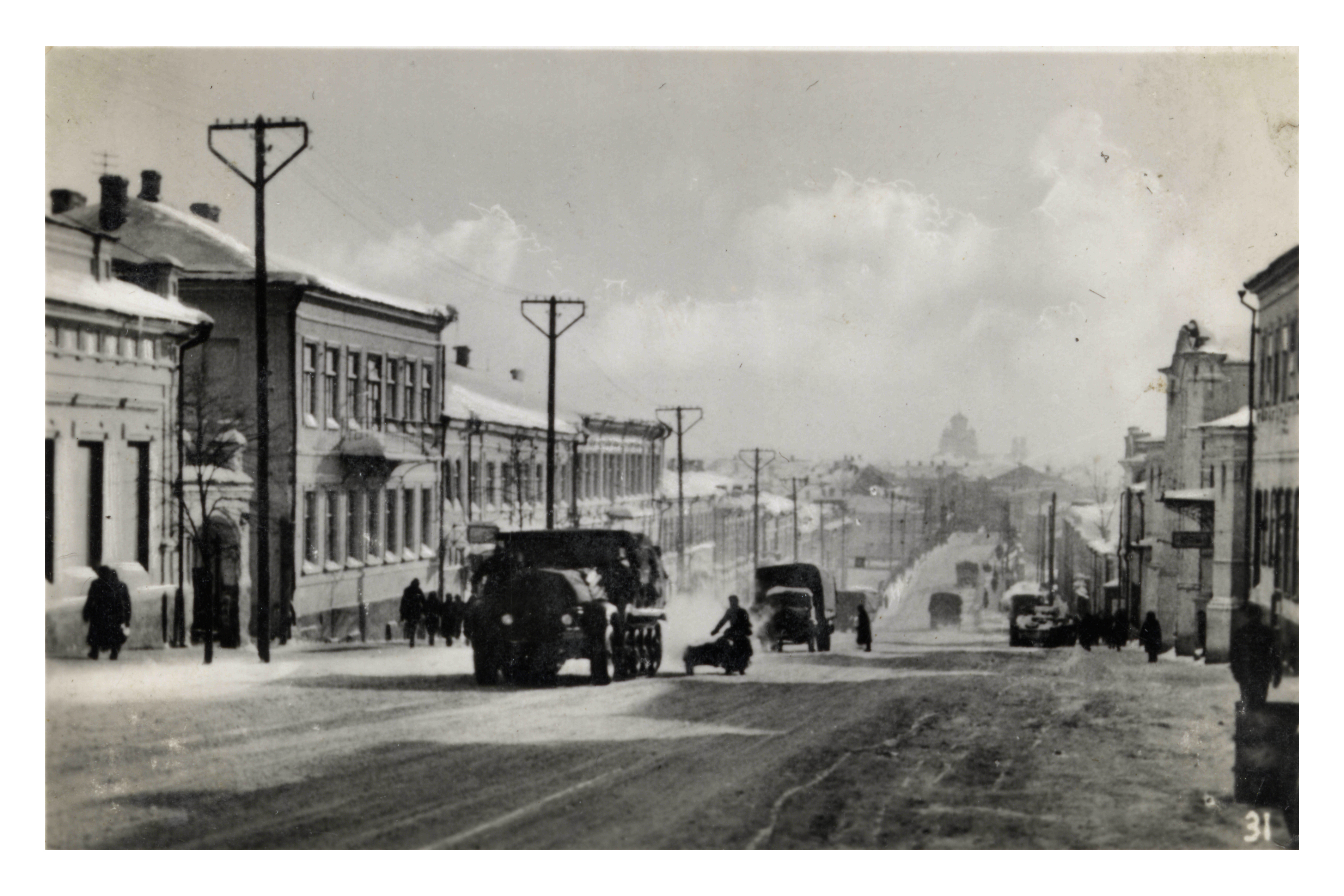
Немецкие войска на улице Ленина 3 октября 1941

Из воспоминаний начальника оперативного отдела штаба Брянского фронта Сандалова Л. М.: 
3 октября над войсками Брянского фронта уже явственно нависала угроза окружения. В тот день неожиданно для командования и штабов Брянского фронта и Орловского военного округа головной корпус Гудериана прорвался к Орлу и с ходу захватил город. Начальник штаба округа успел лишь прокричать по телефону Захарову:
«В Орёл ворвались немецкие танки! Части гарнизона занять позиции у юго-западной окраины Орла не успели. Командующий округом генерал-лейтенант А. А. Тюрин выехал на позиции у южной окраины города и пока не вернулся. Штаб сейчас покидает город.»
Между тем в Орле в то время находилось 4 артиллерийских противотанковых полка, гаубичный артполк и несколько пехотных частей. Большая часть этих сил готовилась к отпору врагу при его движении с юга, со стороны Курска. Брянский фронт не смог задержать врага. Управление войсками было потеряно. В связи с этим Ставка оказалась вынужденной подчинить армии фронта непосредственно себе, но и это не могло помочь фронту. Противник на пятый день наступления, преодолев 250 км, 3 октября ворвался в Орёл.
Единственный бой произошёл на южной окраине города близ аэродрома. 3 октября 1941 года на орловском аэродроме под огнём противника был высажен один батальон 201-й воздушно-десантной бригады 5-го воздушно-десантного корпуса полковника И. С. Безуглого в количестве 1359 десантников. Командование решило не посылать на помощь войска, так как враг уже вошёл в Орёл. Почти все десантники-защитники города погибли. Основные силы 5-го корпуса были десантированы на аэродроме Оптуха в 8 километрах северо-восточнее Орла, а во Мценск доставлялось тяжёлое вооружение. На месте гибели павших героев в нынешнем 909-м квартале возведена часовня Александра Невского на крови, а также назван сквер и остановка общественного транспорта «Сквер героев-десантников».

Из мемуаров Гейнца Гудериана: 
 3 октября 4-я танковая дивизия захватила Орёл. Это дало нам возможность получить хорошую шоссейную дорогу и овладеть важным железнодорожным узлом и узлом шоссейных дорог, который должен был стать базой для наших дальнейших действий.

Захват города произошёл для противника настолько неожиданно, что, когда наши танки вступили в Орёл, в городе ещё ходили трамваи. Эвакуация промышленных предприятий, которая обычно тщательно подготавливалась русскими, не могла быть осуществлена. Начиная от фабрик и заводов и до самой железнодорожной станций, на улицах повсюду лежали станки и ящики с заводским оборудованием и сырьём.
В октябре 1941 года командующий войсками Орловского военного округа генерал-лейтенант А.А. Тюрин за сдачу врагу города Орёл был арестован и находился под следствием. 21 января 1942 года военной коллегией Верховного Суда СССР Александр Алексеевич Тюрин был осуждён на 7 лет лишения свободы, но через три дня 24 января 1942 года судимость была снята с понижением в должности и звании до генерал-майора.
Во время оккупации в Орле функционировало сыскное отделение полиции, более известное как «Русское гестапо», во главе с бывшим купцом М. И. Букиным. В отделении насчитывалось около 190 тайных агентов (полицаев). Незадолго до освобождения города большинство сотрудников были эвакуированы в Брянск.
Первым бургомистром немцы назначили военного фельдшера Алексея Афанасьевича Шалимова. Бывших советских офицеров-врачей окружного госпиталя он назначил на все возможные посты. Кроме этого он открыл кукольный театр, музей, возобновил службы в храмах. Ввёл пайки для пенсионеров и разрешил мелкий частный бизнес. В марте 1942 года его арестовало гестапо за связь с партизанами. Под пытками никого не выдал, умер достойно, но до сих пор не реабилитирован.
С весны 1942 бургомистором города был А. С. Старов. Во время оккупации в городе издавалась газета оккупационных властей «Речь» под редакцией Михаила Октана.

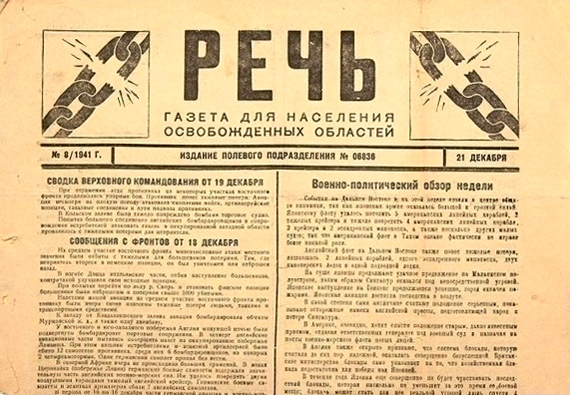
Орловская оккупационная немецкая газета «Речь».

11 ноября 1941 года орловские подпольщики на улице Гостиной взорвали и сожгли городскую гостиницу «Коммуналь», находившуюся в здании на улице Гостиная 3, уничтожив там до 150 гитлеровских офицеров, прибывших в Орёл для пополнения танковой армии Гудериана. Через несколько дней было взорвано и сгорело многоэтажное здание на углу Комсомольской и Посадской улиц, в котором размещался штаб немецкой части, а затем вспыхнул склад горючего во дворе школы на Кромской площади — было уничтожено 300 бочек с бензином.
В январе 1942 года в Орле сформировалась подпольная молодёжная группа под руководством ученика 10-го класса школы № 32 Владимира Сечкина. Члены группы распространяли советские газеты и листовки среди населения, проводили разведку военных объектов противника и передавали сведения в штаб Брянского фронта. В октябре 1942 года 26 юных патриотов были арестованы и почти все расстреляны.
Наиболее сильно и активно действовала с самого начала оккупации Орла подпольная группа Жореса. Её руководитель А. Н. Комаров (известный как Жорес) до войны работал директором орловской средней школы № 26. Явочная квартира подпольщиков находилась на улице Карачевской.
В течение зимы 1941—1942 годов орловские железнодорожники разными путями вывели из строя почти все пригнанные оккупантами в Орёл из Брянска и с других захваченных ими станций паровозы и железнодорожную технику. В результате весной 1942 года немцы вынуждены были гнать в Орёл паровозы из Германии.
Железнодорожный узел города Орла имел стратегическое значение для вермахта. В Орёл по железной дороге доставляли большое количество бензина и складировали его на Привокзальной площади. Отсюда бензин развозился на фронт, аэродромы и т. д. Тут же был устроен заправочный пункт для автомашин. В феврале 1942 года, когда на складе скопилось более 500 двухсотлитровых бочек с бензином и разгружался очередной, только что прибывший состав с горючим, вспыхнул пожар. Огонь охватил огромные штабеля бочек и перекинулся на стоявший рядом состав с горючим и находившийся за ним эшелон с артиллерийскими снарядами. Всю ночь бушевал огонь, уничтоживший полностью огромный склад бензина, состав с бочками для горючего и несколько вагонов с боеприпасами.
В феврале 1942 года в ходе контр-наступления под Москвой советским войскам в районе Кривцово удалось разгромить части 45-й немецкой дивизии. Из захваченных под Орлом документов генштаба дивизии впервые стало известно о героической обороне Брестской крепости в июне-июле 1941 года.
В октябре 1942 года патриоты-железнодорожники подожгли склад нефти, на которой работала электростанция, питавшая энергией паровозное депо и другие службы узла. Несколько раз возникали пожары в паровозном депо.
В конце зимы 1942 года на Полесской площади был взорван большой склад горючего, огонь поглотил автомастерскую и до 20 подготовленных к отправке на фронт автомашин. Гитлеровцы извлекли из-под обломков несколько обуглившихся трупов своих солдат. Эта диверсия была делом рук активного члена подпольной группы Комарова-Жореса А. Евдокимова, а также подпольщика Г. Огурцова и его матери Ф. Н. Огурцовой.
Помимо диверсий подпольщики занимались перенаправлением из лазарета в город неэвакуированных советских солдат, укрывая их от немцев.
Летом 1942 года вблизи орловского аэродрома подпольщиками был взорван большой склад авиабомб.
В августе 1942 года из-за предательства были арестованы и после пыток расстреляны 19 патриотов из подпольной группы А. Н. Комарова-Жореса, в том числе сам Жорес.
15 сентября 1942 года в Железнодорожном районе Орла создан штаб подпольной организации, готовящий вооружённое восстание при подходе Красной Армии к городу. В него вошли орловские патриоты В. К. Бухарев, В. М. Кирпичёв, С. А. Якунин, А. И. Гаврута. В организацию вошла подпольная боевая группа из близлежащей деревни Овсянниково. В организации насчитывалось около 180 человек. Они были разбиты на 4 боевые дружины по 30-50 человек в каждой. В феврале 1943 года гестапо напало на след подпольщиков. Почти все руководители организации, командиры дружин и активные бойцы групп были расстреляны, а остальные сосланы в концлагеря.
26 декабря 1942 года на железнодорожной станции Орёл уничтожен большой продовольственный склад врага. Диверсию совершила боевая молодёжная группа (В. Афанасьев, А. Сотников, Н. Бархоленко, Н. Новиков, Г. Севастьянов, В. Ерохин, А. Новиков и др.) под руководством слесаря вагонного депо Николая Авицука.
Ещё в марте командующий Авиацией дальнего действия генерал А. Е. Голованов получил указание от Сталина сосредоточить своих усилия на ударах по железнодорожной сети противника. За 3 месяца до разворачивания Курской битвы советской дальней авиацией на Орёл было совершено 2235 боевых самолёто-вылетов.
22 июня 1943 года днём на улице патриоты Владимир Афанасьев, Геннадий Севостьянов и Александр Сотников застрелили начальника тайной полевой полиции капитана Бено Кукавку. В результате перестрелки с охраной Афанасьев и Сотников были убиты. Севостьянов был схвачен и после пыток расстрелян.
После контрнаступления 12 июля 1943 года на Орловско-Курской дуге советские войска стали быстро продвигаться в сторону Орла. Так началась советская наступательная операция «Кутузов».
В ночь на 19 июля 1943 года Орёл в очередной раз бомбила советская дальняя авиация. Двумя бомбардировщиками Пе-8 746-го авиационного полка на город были сброшены мощнейшие пятитонные бомбы ФАБ-5000. Были уничтожены вокзал и орловский железнодорожный узел, склады, здания и скопления противника в городе.
26 июля 1943 год немецким командованием было решено оставить Орловский плацдарм и отвести войска на создаваемый восточнее Брянска оборонительный рубеж «Хаген». Немцы начали эвакуацию из города. Орёл был объявлен зоной боевых действий. Всему населению предписывалось уходить из города в западном направлении. Мужчины в возрасте от 15 до 55 лет должны были явиться в лагерь военнопленных в Орловском централе на Казарменной улице. Подготавливались к взрыву здания и коммуникации.
Отход главных сил немецко-фашистских войск с Орловского плацдарма начался в ночь на 31 июля.
При подходе советских войск к городу жители Пятницкой слободы города Орла, не желая уходить в немецкую каторгу, спрятались в пещерах, образовавшихся в каменоломнях под обрывом правого берега реки Оки в районе Пятницкой слободы. Таких пещер здесь имеется 4. Длина каждой из них достигает 500 метров. В глубине этих пещер спасались мужчины, женщины и дети Пятницкой слободы и других улиц города Орла.
2 и 3 августа 1943 года немцы пытались взорвать пещеры и прятавшихся там людей. После первого взрыва из-за газа из пещер вышли женщины и дети. Последовавшие ещё 2 взрыва не привели к обвалу пещер, а лишь засыпали вход. Не добившись успеха, заслышав канонаду приближающейся линии фронта, боясь, чтобы их не застали наступающие части Красной Армии, нацисты уехали. Женщины и дети раскопали заваленные входы и выпустили из пещер измученных мужчин.
Утром 3 августа 1943 года к северной и северо-западной окраине города подошла 3-я армия генерала А. В. Горбатова. В битве за город на своём наблюдательном посту в районе деревни Нижняя Калиновка погиб генерал Л. Н. Гуртьев, закрыв собой А. В. Горбатова. Горбатов уже видел в бинокль Орёл. Из города доносились глухие взрывы, а над ним поднимались клубы чёрного дыма: немцы взрывали склады и здания.
Военный совет фронта обратился с воззванием ко всем солдатам и офицерам армии:
Бойцы и командиры! На ваших глазах гитлеровские бандиты уничтожают Орёл. Вы находитесь в 6—10 километрах от него. 2—3 часа быстрого наступления не только сохранят вас от лишних потерь, но и не позволят врагу окончательно разрушить город. Вперёд, на скорейшее его освобождение!

#### Освобождение города
Утром 4 августа 1943 года 45 танков 17-й гвардейской танковой бригады полковника Б. В. Шульгина и части 380-й дивизии полковника А. Ф. Кустова ворвались на восточную окраину Орла. Показались закопчённые стены вокзала. На Московской улице танки били по нацистам, засевшим в домах. На 2-й Курской немцы стали забрасывать танки гранатами, бутылками с горючей смесью, обстреливать из автоматов со вторых и третьих этажей, крыш и чердаков. Из 45 советских танков, начавших штурм, вошли в город лишь 19. Помогая танкистам, к вечеру на восточный берег Оки вышла дивизия А. Ф. Кустова. Немцы взорвали все мосты, ведущие на западный берег Оки и Орлика. Передовые части 380-й дивизии Кустова и 5-й стрелковой дивизии П. Т. Михалицына форсировали Оку в историческом центре города под постоянным огнём противника. Одновременно 129-я стрелковая дивизия И. В. Панчука завязала бои на южной окраине города. Правое крыло 3-й армии, составляя ударную группировку Горбатова, обошло город с запада, прорвав сильную оборону немцев в районе реки Неполодь, форсировало её и охватило город с северо-запада. Левое крыло 63-й армии В. Я. Колпакчи ударом с юго-запада на Саханский завершило окружение орловской группировки немцев. Ворвавшиеся в Орёл с севера и северо-востока части 289-й генерал-майора Т. В. Томмола и 308-й полковника Н. К. Масленникова (ставшего командующим после гибели Гуртьева) стрелковых дивизий, переправившись через Оку у Щекотихино, окончательно сломили ожесточённое сопротивление врага. Уличные бои продолжались весь день и всю ночь. К утру 5 августа город был полностью очищен от противника.

Танки 17-й гвардейской танковой бригады проезжают по Московской улице.
5 августа 1943 г.

5 августа 1943 город Орёл освобождён советскими войсками. В предрассветных сумерках в 2 часа ночи на доме № 11 по Московской улице (ныне площадь Мира, 5) разведчиками Иваном Санько и Василием Образцовым был водружён красный флаг.
В разных частях города на высоких уцелевших зданиях также были установлены знамёна. Кадры военной хроники проезда советских танков 5 августа 1943 года по Московской улице Орла обошли весь мир. День освобождения Орла от нацистских захватчиков стал отмечаться как день города.
19 сентября 1943 года в Орле состоялся первый в истории Великой Отечественной войны парад партизанских соединений, дислоцированных на территории Орловской области.

### 1945 — 1990 гг.
Война и оккупация нанесла городу огромный ущерб. По большей части город представлял собой руины. Были разрушены все предприятия, взорваны все мосты и электростанции, выведен из строя водопровод, уничтожены до основания более 2200 жилых домов, включая 4 крупных дома-коммуны, 33 учебных заведения (включая школы, детские сады и ясли предвоенных лет постройки), 19 лечебных учреждений (включая сданный накануне войны городской родильный дом), вокзал и железнодорожный узел, телефонная и телеграфная станции, радиоузел, трамвайное депо и электростанция при нём, учреждения культуры (включая один из крупнейших в системе НКПС Дворцов Культуры железнодорожников, ДК Завода №9) магазины, новый банно-прачечный комбинат и другие здания и сооружения. Постановлением СНК СССР от 1 ноября 1945 года Орёл был включён в число 15 старейших русских городов, наиболее пострадавших во время войны, которые должны быть восстановлены в первую очередь. C 1946 года начинает действовать орловский вокзал, продолжается восстановление и строительство его здания. Город был полностью возрожден из руин его жителями. В послевоенные годы началось строительство новых промышленных предприятий города, расширение его территории, особенно на север, где был построен сталепрокатный завод и жилые микрорайоны для рабочих завода.
В конце 1960-х, начале 1970-х годов в Орле была проведена кампания по сносу старых дореволюционных зданий и даже целых кварталов, стоявших без ремонта со времён войны. Несмотря на протесты краеведов исторический центр за исключением центральной улицы Ленина лишился большей части дореволюционной низкоэтажной застройки. На месте современного сквера Ермолова даже образовался пустырь, на который было много планов, но до распада союза так и не был застроен.
В этот же период южная часть города активно застраивалась жилыми микрорайонами. К концу 1970-х граница города отодвинулась до железнодорожной ветки Брянского направления, пересекающей Кромское шоссе. В связи с активной застройкой 472-й истребительный авиационный полк, который получил первые сверхзвуковые самолеты, базировавшийся на орловском аэродроме, стал доставлять неудобства жителям новых микрорайонов. Было решено перевести авиаполк в Курск, а орловский аэродром использовать под нужды гражданского местного аэропорта.

### 1990 — 2000 гг.

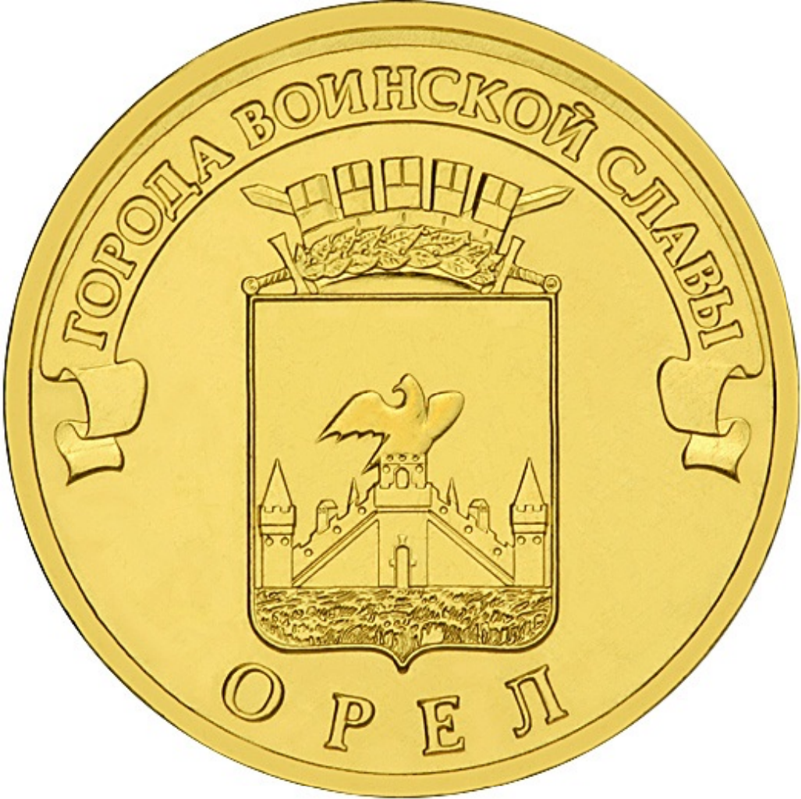
10 руб (2010) — памятная монета из цикла Города Воинской славы

К началу 1990-х город ощутил все последствия экономического кризиса страны. После распада СССР одно из крупнейших предприятий не только города, но и области — Орловский сталепрокатный завод потерял сырьевую базу на ставшей независимой Украине, отчего стал быстро приходить в упадок. Все остальные предприятия легкой промышленности областного центра без государственной поддержки начали закрываться. Самый знаменитый часовой завод «Янтарь» оказался обанкрочен. В условиях зарождающейся рыночной экономики в городе возникли так называемые «барахолки», куда привозили товар «челноки».
В 1992 году на волне интереса к дореволюционной истории города произошло переименование некоторых улиц и возвращение им старых дореволюционных названий. Так на карту города вернулись одни из самых больших и старых улицы Васильевская (Карла-Либнехта), Карачевская (Сакко и Ванцетти), Покровская (Дзержинского), пер. Воскресенский (Володарского), Богоявленская площадь, пер. Михаила Архангела (Сакко и Ванцетти), Георгиевский пер. (Октябрьский), Гостиная улица и прочие.
Все сохранившиеся храмы и монастыри после освобождения их от организаций были возвращены Орловской епархии Русской православной церкви — последней была возвращена Троице-Васильевская церковь в 1999 году. В 1990-х годах началась их реставрация.
Одновременно с закрытием старых предприятий в городе стали появляться и новые. В 1992 году начал работать завод итальянской керамической плитки «Велор», принадлежащий Kerama Marazzi. В 1996 году в Орле был с нуля построен и открыт один из крупнейших заводов Кока-кола в России.